# Драган Барлов
Драган Барлов (Крагујевац, 30. јануар 1957) је српски шаховски велемајстор и писац стручних текстова и књига са шаховском тематиком.

## Шаховска каријера
Драган Барлов је почео да игра шах у крагујевачком шаховском клубу Раднички. 1982. је добио титулу ФИДЕ међународног мајстора, а титулу велемајстора стекао је 1986. Победио је на Зонском турниру кандидата за првака света 1985. у Атини и играо на два међузонска турнира за Првенство света.
Освојио је титулу првака Југославије у шаху 1986. године и освојио је сребрну медаљу на Европском екипном првенству у шаху 1989. године.
На Првенство Југославије у шаху освојио је и две бронзане медаље (1982, 1989). 1987. у Загребу учествовао је на Светском шаховском међузонском турниру где је заузео 15. место.
Барлов је освојио многе међународне шаховске турнире, укључујући освајање или дељење првог места у Халсбергу (1975), Цириху (1983), Нирнбергу (1990), Каорлеу (1991), Поју (2002), Лас Палмасу (1993 - Б турнир, 2008).
Барлов је играо за Југославију на следећим шаховским олимпијадама:
- 1986. у Дубаију играо је на првој резервној табли (4 победе, 2 ремија, 3 пораза)
- 1990. у Новом Саду играо је на првој резервној табли  (2 победе, 3 ремија, 2 пораза)

Барлов је играо за Југославију на Европском екипном првенству у шаху:
- 1989. на шестој табли на 9. Европском екипном првенству у шаху у Хаифи (4 победе, 2 ремија, 1 пораз) и освојио екипно сребрну медаљу

Барлов је играо за Југославију на следећим шаховским Балканијадама:
- 1982. у Пловдиву играо је на петој табли (4 победе, 1 реми, 0 пораза) и освојио екипно сребрну и појединачну златну медаљу
- 1988. у Каштел Старом играо је на четвртој табли (0 победа, 5 ремија, 1 пораз) и освојио екипно сребро и појединачно бронзану медаљу

Такмичио се у више од 100 међународних отворених и затворених турнира. Наступао за неколико немачких клубова, а у Шпанији постао директор и тренер Канарске шаховске федерације.

## Аутор књига
- Las charlas de ajedrez, Tenerife (2004)  978-84-95657-29-9
- Disculpen las aperturas los finales son fundamentales, Madrid (2005)  978-8493384142
- Pawns, Time and Space In Modern Chess, Sahovski Chess (2018)  978-8672970975